# Château Passerin d'Entrèves (Saint-Christophe)
Pour le château du même nom à Châtillon, voir Château Passerin d'Entrèves (Châtillon).
Le château Passerin d'Entrèves, également le château de Saint-Christophe, est un château valdôtain situé près du hameau de Sorreley, sur la commune de Saint-Christophe, près du château Jocteau.
Il n'est pas ouvert au public et il est habité pendant certaines périodes de l'année.

## Galerie d'images

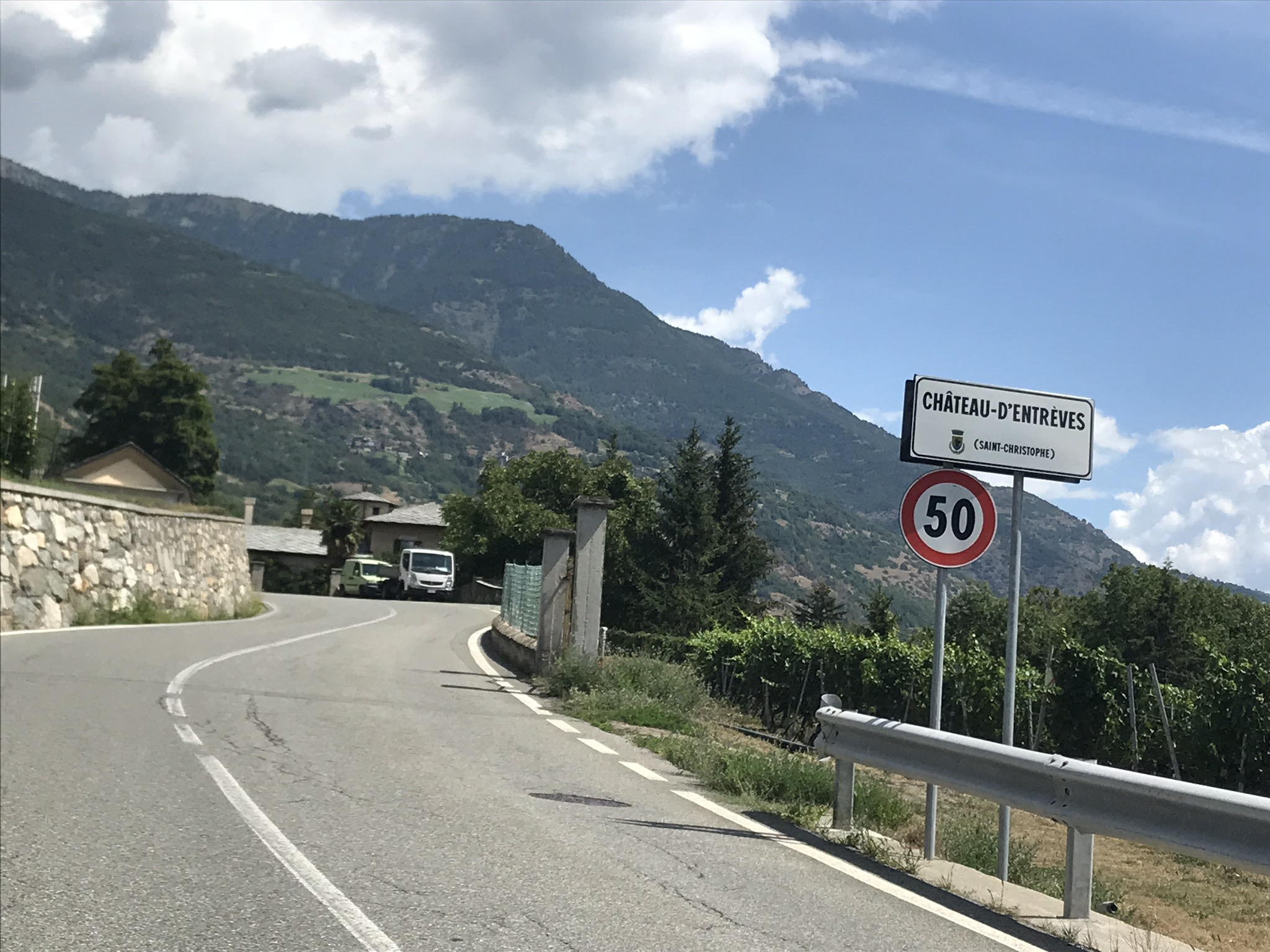
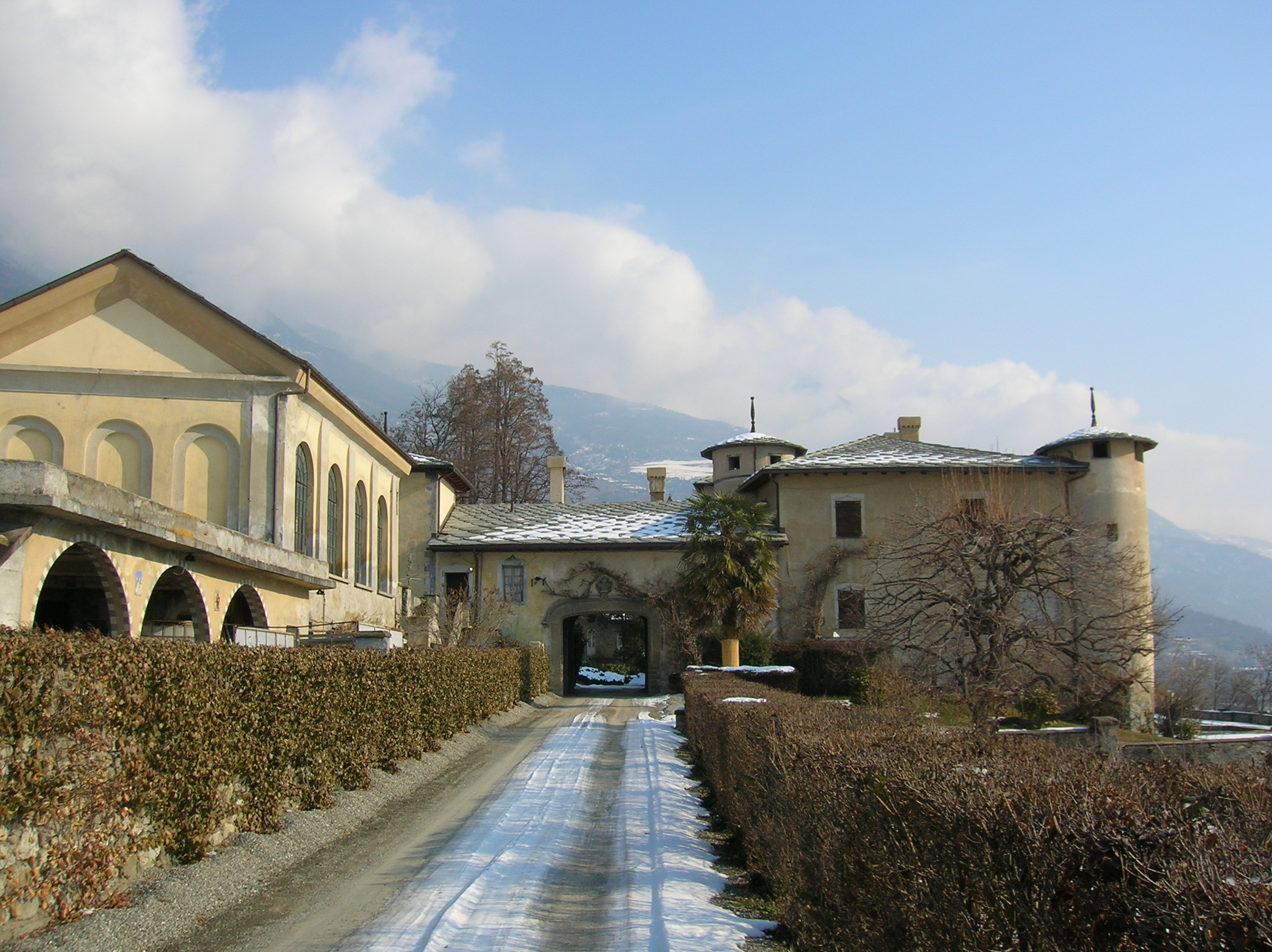
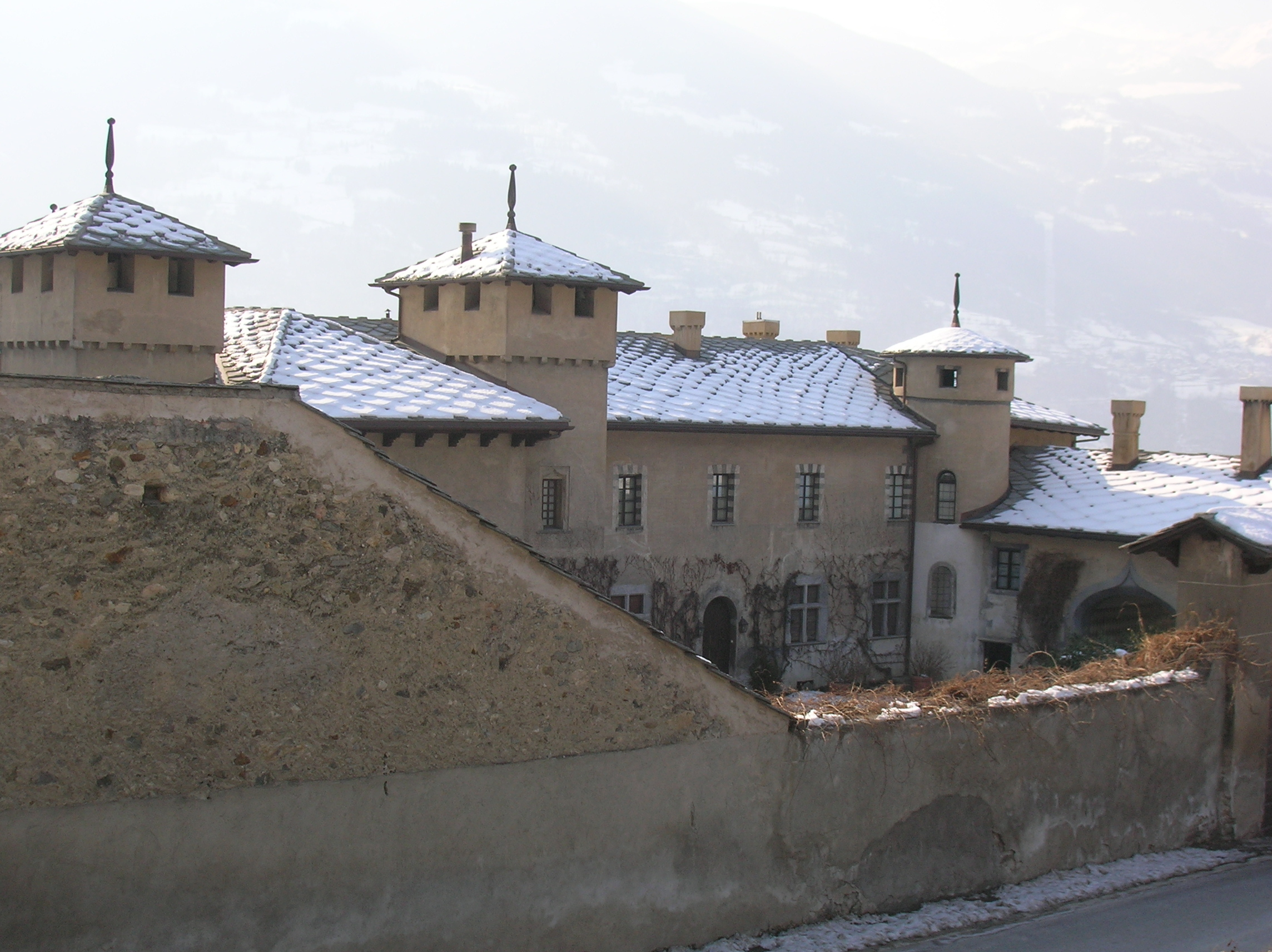
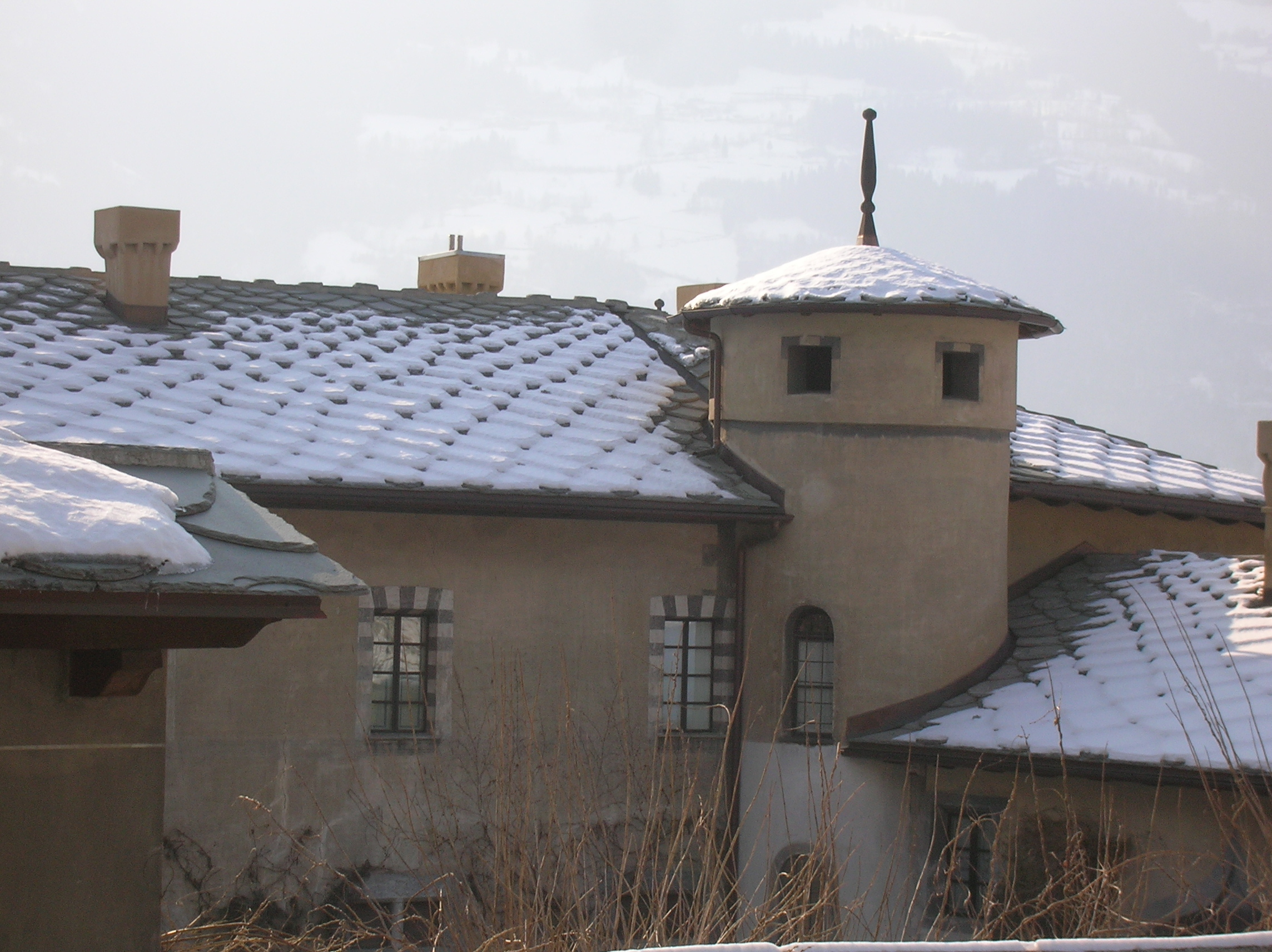